# López Sibrián
Rodolfo Isidro López Sibrián (* 1955), wegen seiner roten Haare Zündholz (spanisch: Fosforito) genannt, war stellvertretender Befehlshaber der Sección Inteligencia der Guardia Nacional von El Salvador.

## Biografie
1974 nahm Sibirian an einem Fortbildungskurs für den Einsatz von Kampfwaffen und Unterstützungsdienste in der School of the Americas teil.
Am 3. Januar 1981 erschossen zwei Guardia Nacionales auf Sibriáns Befehl beim San-Salvador-Sheraton-Mord: Michael Peter Hammer (* 1939 Potomac, Md), Leiter der Abteilung zur Entwicklung von Landarbeitergewerkschaften und Mark David Pearlman (* 1945 Seattle), Justiziar des AIFLD sowie José Rodolfo Viera Lizama (43) Direktor des Amtes für Landesentwicklung, Instituto Salvadoreño de Transformación Agraria (ISTA).
Von 1982 bis 1986 war er an der Entführung von wohlhabenden Bürgern El Salvadors beteiligt. Die gezahlten Lösegelder beliefen sich auf 4 Millionen United States Dollar. 1986 wurde er gefasst.